# Media Molecule
A Media Molecule egy brit videójáték-fejlesztő cég, melynek székhelye a Surrey megyei Guildfordban található. A stúdiót 2006 januárjában alapította a Lionhead Studios négy korábbi munkatársa: Mark Healey, Alex Evans, Dave Smith és Kareem Ettouney. A cég megalakulása előtt az alapító tagok Healey független játékán, a Rag Doll Kung Fun dolgoztak együtt még a Lionhead berkein belül.
A stúdió első PlayStation 3-as játéka a LittleBigPlanet volt, melyet 2007-ben mutattak be a Game Developers Conference rendezvényen. Úgy tervezték, hogy mindig listavezető játékokat készítenek, miközben a cég méretét megpróbálják a lehető legkisebb szinten tartani a költségek csökkentése érdekében. Evans különös gondot fordított, hogy elkerüljék az „adósságok körét”. Főként ennek fényében fontolták meg az alapítók a felhasználók által létrehozott tartalmakat. A LittleBigPlanet egyik húzóereje a pályakészítő eszközök és az azzal létrehozott tartalmak megosztása volt. „Minden alkalommal, amikor elindítod [a játékot] új pályák fogadnak”, mondta Evans. A Media Molecule nyerte meg a 2008-as Spike Video Game Awards díjátadón az év stúdiónak járó díjat. A LittleBigPlanet 95-ös átlagpontszámot ért el a Metacritic összesítő weboldalon. A játék számos év játéka díjat is bezsebelt, melynek köszönhetően megjelenését követő évben megjelent az év játéka kiadású bővített változata.
A Media Molecule az SCE Studio Cambridge-nek is segítkezett a LittleBigPlanet PlayStation Portable-ös verziójának elkészítésében. A LittleBigPlanet PlayStation 3-as folytatása, a LittleBigPlanet 2 2011 januárjában jelent meg.
2010. március 2-án a Sony Computer Entertainment (SCE) bejelentette, hogy felvásárolták a Media Molecule-t.

## Játékai
| Cím                | Év   | Platform         |
| ------------------ | ---- | ---------------- |
| LittleBigPlanet    | 2008 | PlayStation 3    |
| LittleBigPlanet 2  | 2011 | PlayStation 3    |
| Tearaway           | 2013 | PlayStation Vita |
| Tearaway Unfolded* | 2015 | PlayStation 4    |
| Dreams             | TBA  | PlayStation 4    |

* A Tarsier Studiosszal együttműködve

### Közreműködései
| Cím                         | Év   | Platform                     | Fejlesztő                      |
| --------------------------- | ---- | ---------------------------- | ------------------------------ |
| LittleBigPlanet             | 2009 | PlayStation Portable         | SCE Cambridge Studio           |
| Sackboy’s Prehistoric Moves | 2010 | PlayStation 3                | XDev; Supermassive Games       |
| LittleBigPlanet PS Vita     | 2012 | PlayStation Vita             | Double Eleven; Tarsier Studios |
| LittleBigPlanet Karting     | 2012 | PlayStation 3                | United Front Games             |
| LittleBigPlanet 3           | 2014 | PlayStation 3, PlayStation 4 | Sumo Digital                   |